# Polygala tenuifolia
Polygala tenuifolia är en jungfrulinsväxtart som beskrevs av Carl Ludwig von Willdenow. Polygala tenuifolia ingår i släktet jungfrulinssläktet, och familjen jungfrulinsväxter. Inga underarter finns listade i Catalogue of Life.